# 咽喉反流

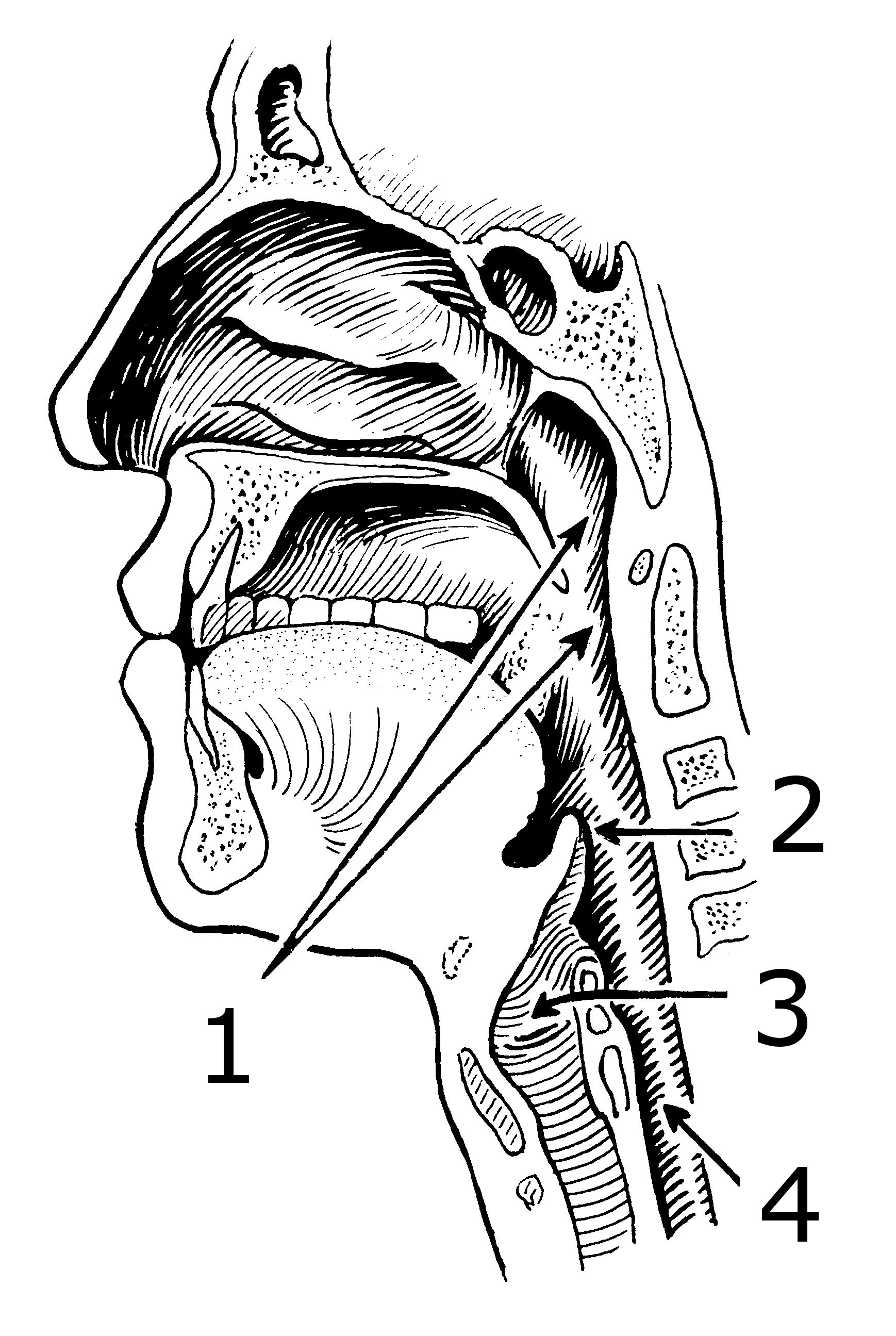
Sagittal illustration of the anterior portion of the human head and neck. In LPR, the pharynx (1) and larynx (3) are exposed to gastric contents that flow upward through the esophagus (4).

咽喉反流（Laryngopharyngeal reflux，縮寫 LPR），又稱為喉咽回流、咽喉逆流症、咽喉胃酸逆流、胃食管外反流疾病（extraesophageal reflux disease，縮寫 EERD），是指胃酸逆行流到上呼吸消化道的現象，如此現象會導致多種症狀，如咳嗽、聲音嘶啞和喘息，等等症狀。咽喉反流為哮喘的相關的合併症。
雖然胃灼熱是人們胃食管反流病（GERD）的主要症狀，然而胃灼熱存在的患者之 LPR 少於50％。用來描述這種情況的其他術語包括「非典型回流」、沉默回流，以及「上食道回流」。

## 外部連結
- Wipeout Reflux （页面存档备份，存于）
- Refluxgate（页面存档备份，存于）
- Living with Reflux（页面存档备份，存于）
- Stretta（页面存档备份，存于）
- LINX（页面存档备份，存于）